# Reinaldo Rueda
Reinaldo Rueda Rivera (sinh ngày 16 tháng 4 năm 1957 tại Cali) là một huấn luyện viên bóng đá người Colombia hiện đang dẫn dắt đội tuyển bóng đá quốc gia Colombia. Năm 2011, Rueda được nhập quốc tịch với tư cách là một công dân gốc Trinidad
Là huấn luyện viên của đội U-20 Colombia, anh đã hoàn thành hạng 3 trong Giải vô địch trẻ thế giới FIFA 2003. Ông cũng đã dẫn dắt đội U-17 Colombia về đích thứ 4 cùng năm tại World Cup U-17.
Sau khởi đầu không thuận lợi cho vòng loại World Cup 2006, (chỉ 1 điểm sau 5 trận), Liên đoàn bóng đá Colombia đã thăng hạng Rueda lên làm huấn luyện viên cao cấp. Colombia đã không thể tham dự World Cup 2006, nhưng Rueda đã nâng họ từ gần cuối cùng trên vòng loại CONMEBOL lên vị trí thứ 6. Honduras, dưới sự chỉ đạo của ông, đã thành công trong việc giành một vị trí trong FIFA World Cup 2010.